# 独占!TV会見
『独占!TV会見』（どくせん テレビかいけん）は、1989年1月15日から同年3月26日まで日本テレビ系列局で放送されていた、日本テレビ製作のワイドショー形式のバラエティ番組である。放送時間は毎週日曜 9:30 - 10:00 （日本標準時）、スタジオからの生放送。

## 出演者
- 小林完吾（当時日本テレビアナウンサー） - メイン司会。
- ラサール石井 - サブ司会。
- ハイヒールモモコ - サブ司会。

## 内容
一週間のニュース
番組序盤のコーナー。後継の『週刊文珍』『THE・サンデー』『THE・サンデー NEXT』『シューイチ』でもこのフォーマットが用いられている。
独占!TV会見
記者会見形式で行われていた番組のメインコーナー。
完吾の気になる話
番組終盤のコーナー。小林がさまざまなニュースや話題に斬りこんでいた。